# 埃克拉大樓
埃克拉大樓（Tour Hekla）是位於法國巴黎皮托區的一座摩天大樓，高220公尺、48層樓，2022年完工，是法國第二高樓，僅次於231公尺高的Tour First。